# Estación Manuel Montt
Manuel Montt fue una estación del ferrocarril ubicada en la localidad de Manuel Montt que se halla dentro de la comuna de Petorca, en la región de Valparaíso de Chile. Fue parte del ramal ferroviario entre las localidades de Pedegua y Petorca.
El ramal junto con la estación habían estado siendo considerados para su construcción desde 1897. En 1924 se inaugura el ramal Pedegua-Petorca que conecta al Longitudinal Norte con la ciudad de Petorca.
Operó con normalidad hasta mediados de la década de 1960.